# 1991年山梨県知事選挙
1991年山梨県知事選挙は、山梨県の執行機関である県知事を選出するために行われた選挙で、1991年2月3日に投開票が行われた。

## 概要
山梨県知事の任期4年が満了したことに伴って実施された選挙である。現職の望月幸明は当初4選を目指していたが多選批判の風潮に晒されたため1990年7月に不出馬を表明。これにより現職の不出馬によって山梨県知事が交代するのは民選後これが初めてとなり、第1回選挙が行われた1947年以来となる新人同士の争いになることが決定した。
望月は後継者として当時副知事だった小沢澄夫を指名。これに政界のドンと言われ国政・山梨県政において影響力をもっていた金丸信をはじめ、自民、社会、公明、民社の4大政党が相乗りで支持。一方で天野久元知事の3男であり、石和町町長であった天野建が「権力批判」を掲げて出馬、反金丸派の田邊圀男と堀内光雄の支持を受け、事実上この2氏による激しい選挙戦となった。
当初は圧倒的な組織力を持った小沢が優勢であったが、天野陣営による「草の根運動」が浸透し始めると「県民党」と揶揄された望月体質を嫌う県民の支持を集め、次第に盛り返す。そして開票率90％台になるまで当確が出ない大接戦となったが、最終的に天野がわずかに小沢を抑えて初当選を果たした。なお、天野と小沢の差はわずか4,780票であり、現在も山梨県知事選挙では最少票差となっている。

## 選挙結果
- 投票率：82.4％（投票者数522,638名）[4]

| 当落 | 候補者名 | 所属党派 | 新旧 | 得票数  | 得票率 | 推薦・支持             |
| ---- | -------- | -------- | ---- | ------- | ------ | ---------------------- |
| 当選 | 天野建   | 無所属   | 新人 | 253,709 | 48.87% |                        |
|      | 小沢澄夫 | 無所属   | 新人 | 248,929 | 47.95% | 自民、社会、公明、民社 |
|      | 平沢欣吾 | 無所属   | 新人 | 14,081  | 2.71%  | 日本共産党             |
|      | 大森啓充 | 無所属   | 新人 | 2,379   | 0.46%  |                        |
|      |          |          | 合計 | 519,098 |        |                        |

## 関連書籍
- 天野建と「草の根」の奇跡 '91山梨県知事選（1991年10月、岩崎正吾薯、山梨ふるさと文庫） ISBN 4-7952-0724-0